# شما
در فارسی، شما ضمیر دوم شخص جمع است که برای خطاب‌کردن به کار می‌رود. گاهی برای نمایش ادب و احترام، در نقش ضمیر دوم شخص مفرد هم به کار می‌رود.